# Campylocheta magnicauda
Campylocheta magnicauda är en tvåvingeart som beskrevs av Hiroshi Shima 1988. Campylocheta magnicauda ingår i släktet Campylocheta och familjen parasitflugor.
Artens utbredningsområde är Taiwan. Inga underarter finns listade i Catalogue of Life.